# Marvin Mims
Marvin Mims Jr. (geboren am 19. März 2002 in Frisco, Texas) ist ein US-amerikanischer American-Football-Spieler auf der Position des Wide Receivers. Er spielte College Football für die University of Oklahoma. Im NFL Draft 2023 wurde Mims in der zweiten Runde von den Denver Broncos ausgewählt.

## Highschool und College
Mims besuchte die Lone Star High School in seiner Heimatstadt Frisco, Texas. In seiner letzten Saison an der Highschool fing Mims 117 Pässe für 2629 Yards und 32 Touchdowns und stellte damit einen neuen Landesrekord für die meisten gefangenen Yards in einer Saison auf. Zudem brach er mit insgesamt 5485 Yards in seiner Highschoolkarriere den 2003 von Jordan Shipley aufgestellten Rekord für die meisten Yards in Texas. Für seine Leistungen wurde Mims unter anderem als Mr. Texas Football 2019 ausgezeichnet.
Ab 2020 ging Mims auf die University of Oklahoma, um College Football für die Oklahoma Sooners zu spielen. Als Freshman war er lediglich in einem von elf Spielen Starter, dennoch war Mims mit 37 gefangenen Pässen für 610 Yards erfolgreichster Wide Receiver seines Teams. Mit neun Touchdowns stellte er einen Rekord für die meisten gefangenen Touchdownpässe eines Spielers der Sooners in seinem ersten College-Jahr auf. Zudem wurde er als Punt Returner eingesetzt und verzeichnete mit 12,5 Yards pro Return den zweitbesten Durchschnitt in der Big 12 Conference. In der Saison 2021 war er in 11 von 13 Spielen Starter und fing 32 Pässe für 705 Yards – erneut Bestwert in seinem Team – und fünf Touchdowns. In seinem dritten und letzten Jahr spielte Mims seine erfolgreichste Saison, er war ein weiteres Mal der führende Wide Receiver seines Teams und kam auf 54 gefangene Pässe für 1083 Yards, dabei fand er sechsmal den Weg in die Endzone. Zudem verzeichnete er 160 Yards Raumgewinn bei 10 Punt Returns. Mims wurde in das All-Star-Team der Big 12 Conference gewählt. Nach der Saison gab Mims seine Anmeldung für den NFL Draft bekannt.

## NFL
Mims wurde im NFL Draft 2023 in der zweiten Runde an 63. Stelle von den Denver Broncos ausgewählt. Er verpasste verletzungsbedingt einen Teil der Saisonvorbereitung, konnte sich aber, begünstigt durch den Ausfall von Tim Patrick, für die Rolle als dritter Wide Receiver hinter Courtland Sutton und Jerry Jeudy empfehlen. Zudem wurde er als Return Specialist eingesetzt. Bei seinem NFL-Debüt am ersten Spieltag gegen die Las Vegas Raiders fing Mims zwei Pässe für neun Yards. In Woche 2 konnte er mit zwei gefangenen Pässen für 113 Yards und einem Touchdown sowie einem Punt Return über 45 Yards auf sich aufmerksam machen. Bei der 20:70-Niederlage gegen die Miami Dolphins am dritten Spieltag gelang Mims ein Kickoff-Return-Touchdown über 99 Yards (Ligabestwert in dieser Saison), zudem steuerte er drei gefangene Pässe für 73 Yards bei.
Zwar lief Mims in der Saison 2024 nur in zwei Spielen als Starter aufs Feld, bestritt aber alle 17 Regular-Season-Partien. In gleich mehreren Punkten konnte er neue Karrierebestleistungen aufstellen. Seine herausragenden Fähigkeiten als Return Specialist mit mehreren spielentscheidenden Returns wurde mit der erneuten Pro-Bowl-Nominierung sowie der Wahl ins First Team All-Pro honoriert. Mit 15,7 Yards pro Return führte er die Liga in dieser Saison an. In Woche 15 gelang ihm beim 31:13-Sieg über die Indianapolis Colts ein 97-Yard-Return, was ihm darüber hinaus die Wahl zum AFC Special Teams Player of the Week einbrachte.

### NFL-Statistiken
| Saison                             | Team   | Spiele | Spiele  | Passfänge | Passfänge | Passfänge | Passfänge | Passfänge | Laufspiel | Laufspiel | Laufspiel | Laufspiel | Laufspiel | Punt Returns | Punt Returns | Punt Returns | Punt Returns | Punt Returns | Kickoff Returns | Kickoff Returns | Kickoff Returns | Kickoff Returns | Kickoff Returns | Fumbles | Fumbles |
| Saison                             | Team   | Ges.   | Starter | Rec       | Yds       | Avg       | Lng       | TD        | Att       | Yds       | Avg       | Lng       | TD        | PR           | Yds          | Avg          | Long         | TD           | KR              | Yds             | Avg             | Long            | TD              | Fum     | Lost    |
| ---------------------------------- | ------ | ------ | ------- | --------- | --------- | --------- | --------- | --------- | --------- | --------- | --------- | --------- | --------- | ------------ | ------------ | ------------ | ------------ | ------------ | --------------- | --------------- | --------------- | --------------- | --------------- | ------- | ------- |
| 2023                               | DEN    | 16     | 7       | 22        | 377       | 17,1      | 60        | 1         | 9         | 30        | 3,3       | 11        | 0         | 19           | 312          | 16,4         | 52           | 0            | 15              | 397             | 26,5            | 99              | 1               | 2       | 2       |
| 2024                               | DEN    | 17     | 2       | 39        | 503       | 12,9      | 93        | 6         | 13        | 42        | 3,2       | 17        | 0         | 26           | 408          | 15,7         | 61           | 0            | 7               | 194             | 27,7            | 38              | 0               | 1       | 0       |
| Gesamt                             | Gesamt | 33     | 9       | 61        | 880       | 14,4      | 93        | 7         | 22        | 72        | 3,3       | 17        | 0         | 45           | 720          | 16,0         | 61           | 0            | 22              | 591             | 26,9            | 99              | 1               | 3       | 2       |
| Quelle: pro-football-reference.com |        |        |         |           |           |           |           |           |           |           |           |           |           |              |              |              |              |              |                 |                 |                 |                 |                 |         |         |